# 曙 (弥富市)
曙（あけぼの）は、愛知県弥富市の町名である。現行行政地名は曙一丁目及び曙二丁目。2015年10月現在の人口は、0人。

## 地理
弥富市並びに愛知県の南西端、木曽岬干拓地の一角に位置し三重県木曽岬町との境界を持つ。
北から1丁目と2丁目が設置されているが小字は設定されていない。

### 河川
- 鍋田川

## 歴史
- 2006年（平成18年）4月1日 - 海部郡弥富町が弥富市となったことにより、同市曙一丁目および同二丁目となる[1]。

## 交通
- 伊勢湾岸自動車道
  - 弥富木曽岬インターチェンジ

## その他

### 日本郵便
- 郵便番号 : 498-0060[4]（集配局：弥富郵便局[6]）。